# Kościół Wniebowzięcia Najświętszej Maryi Panny w Bartkowie
Kościół Wniebowzięcia Najświętszej Maryi Panny w Bartkowie – katolicki kościół filialny zlokalizowany we wsi Bartkowo w gminie Gryfino, w powiecie gryfińskim (województwo zachodniopomorskie). Jest świątynią filialną parafii Świętej Trójcy w Chwarstnicy.

## Historia i architektura
Kościół został wzniesiony na przełomie XIV i XV wieku. Sytuowany na planie wydłużonego prostokąta, jest orientowaną budowlą salową, bez wyodrębnionego prezbiterium. Jako budulca użyto kamieni narzutowych, spajanych zaprawą z ułomkami cegieł. W ścianie zachodniej znajduje się ślad po zamurowanym portalu wejściowym, dwa użytkowane obecnie portale znajdują się w ścianach bocznych. W XIX wieku kościół został przebudowany, przemurowano wówczas otwory okienne. Okna osadzone w uskokowych, ostrołukowych obramieniach. Stolarka okienna wykonana jest z drewna, w górnej części posiada drobne podziały z maswerkiem. W XIX wieku do kościoła dostawiona została również wieża w konstrukcji ryglowej, którą ze względu na zły stan techniczny rozebrano w latach 70. XX wieku. 
Wnętrze kościoła nakrywa płaski, drewniany strop. W zachodniej części nawy znajduje się drewniana empora ze zdobioną balustradą. W ołtarzu, ozdobionym kolumnami zwieńczonymi figurkami aniołów, umieszczony jest obraz przedstawiający Wniebowzięcie Najświętszej Maryi Panny. Teren kościoła otacza kamienno-ceglany mur. Na wolnostojącej dzwonnicy zawieszony jest dzwon z 1753 roku.
Po II wojnie światowej kościół został poświęcony jako świątynia katolicka w dniu 22 kwietnia 1946 roku przez księdza Jana Palicę.

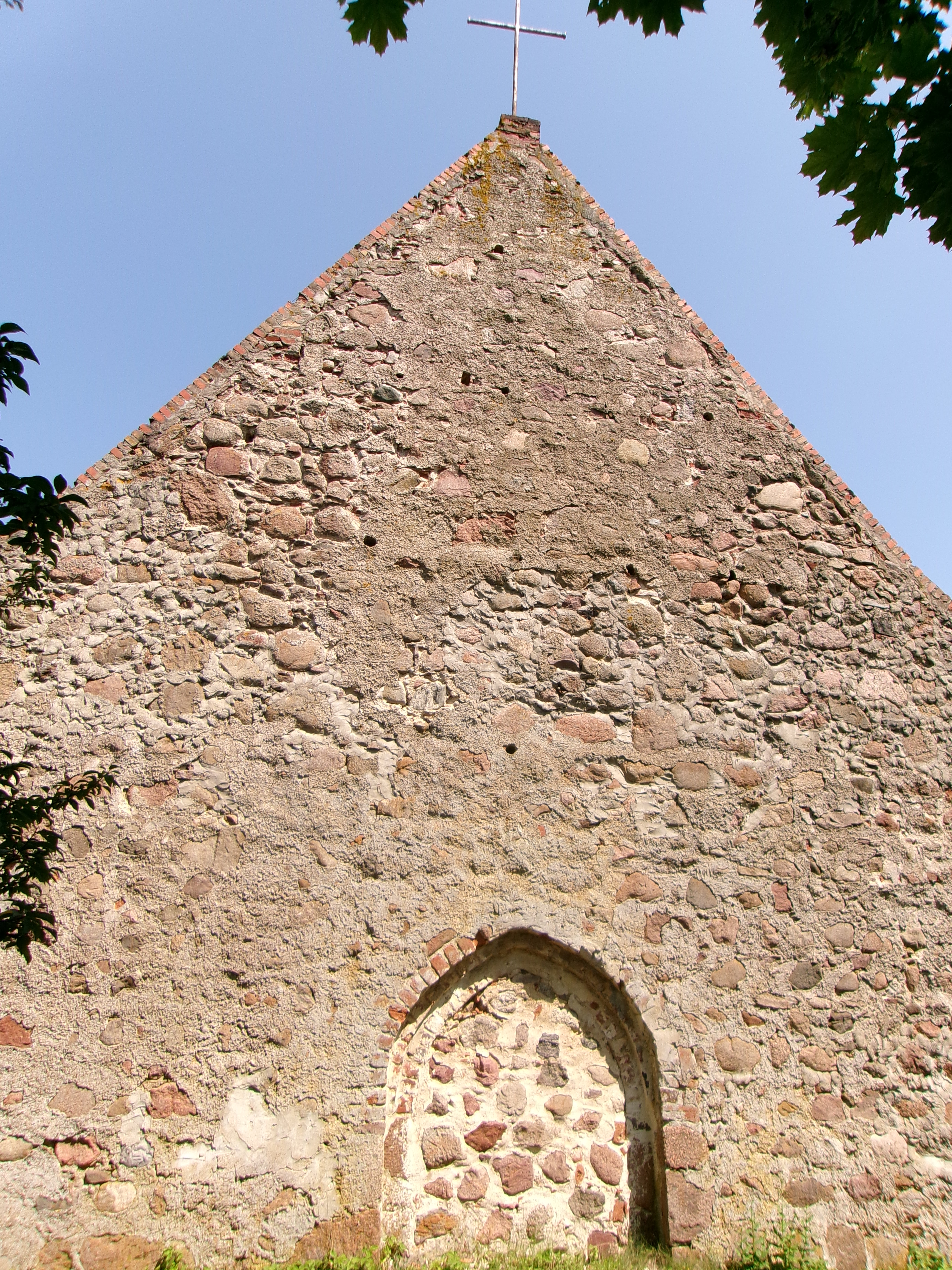
Elewacja zachodnia, z widocznym śladem po zamurowanym portalu
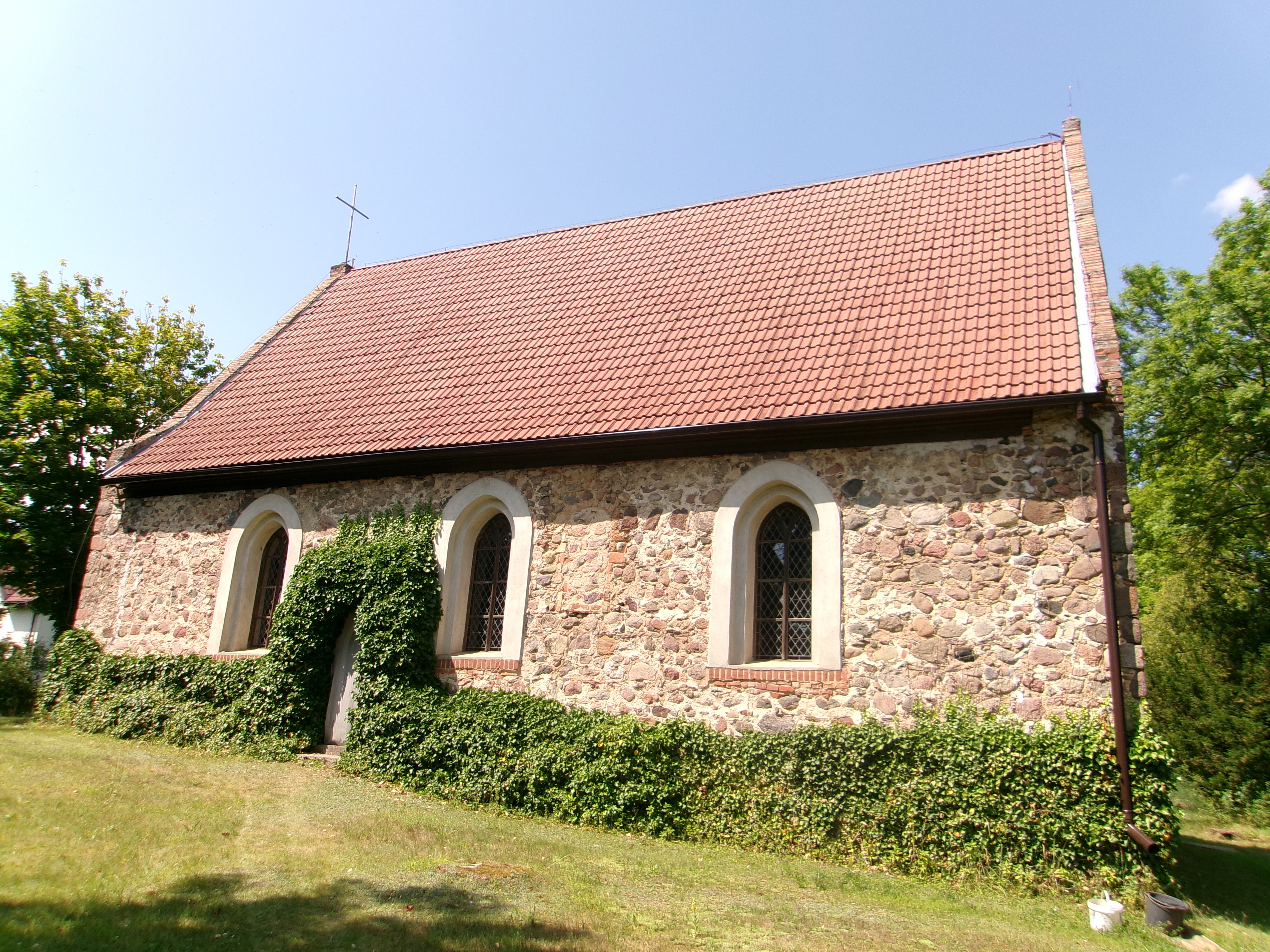
Elewacja południowa
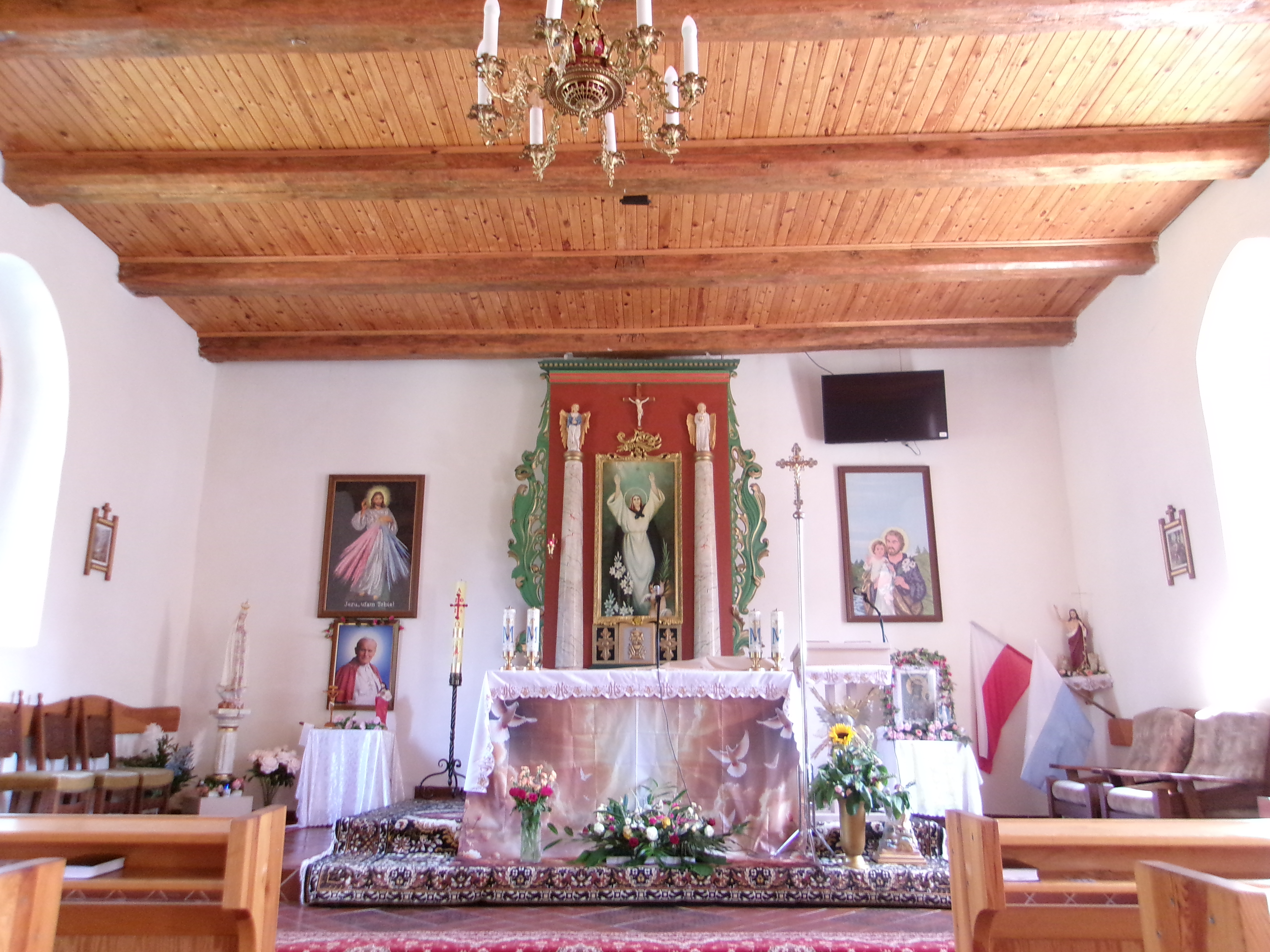
Ołtarz
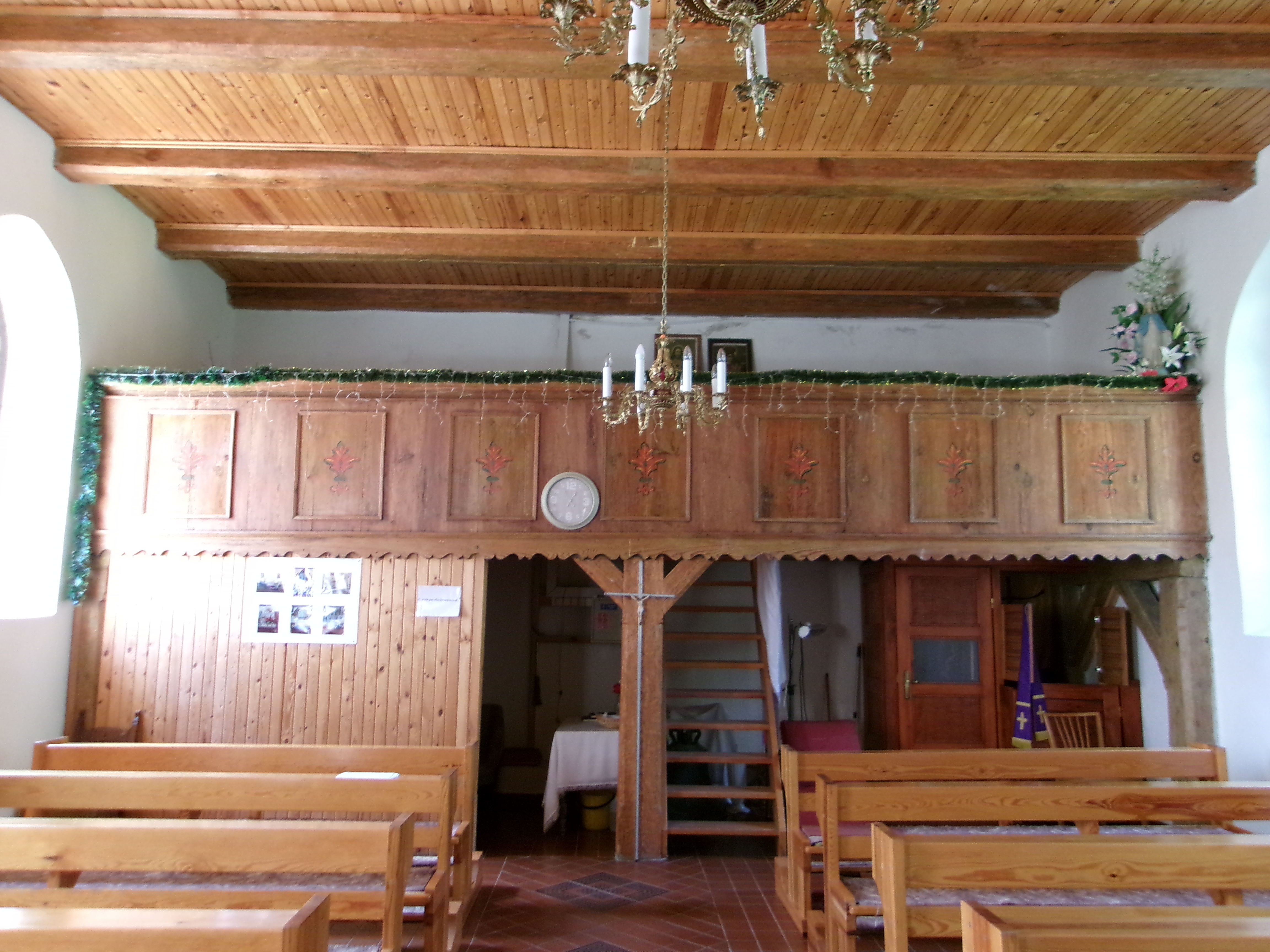
Empora